# Бастурма

Бастурма

Бастурма́ — в'ялена вирізка з яловичого чи кінського м'яса, страва в кухнях країн розташованих на території колишньої Османської імперії. Свіжу вирізку засолюють, потім кладуть під прес (натерши сіллю), для видалення зайвої вологи і надання форми, зручної для нарізки. Потім перекладають в суміш з часнику, меленого насіння червоного і чорного перцю, а також спеції уцхо-сунелі, що має консистенцію рідкого тіста. Утворені шматки вивішують для просушування.

## Етимологія
Слово походить від тур. bastırma et (відпресоване м'ясо), pastırma в сучасній турецькій. Звідти воно потрапило в інші мови регіону: алб. pastërma, араб. بسطرمة (basterma), вірм. բաստուրմա, латиніз. basturma), азерб. basdırma, сербо-хорватську мову: pastrma, болг. пастърма (pastărma), грец. παστουρμάς, латиніз. pastourmás, івр. פסטרמה (pastrama), македонську: pastrmajlija й рум. pastramă. Термін пастрома, хоча використовується для копченого маринованого м'яса, також походить через їд. פּאַסטראָמע, латиніз. pastrómeh до терміна бастурма.

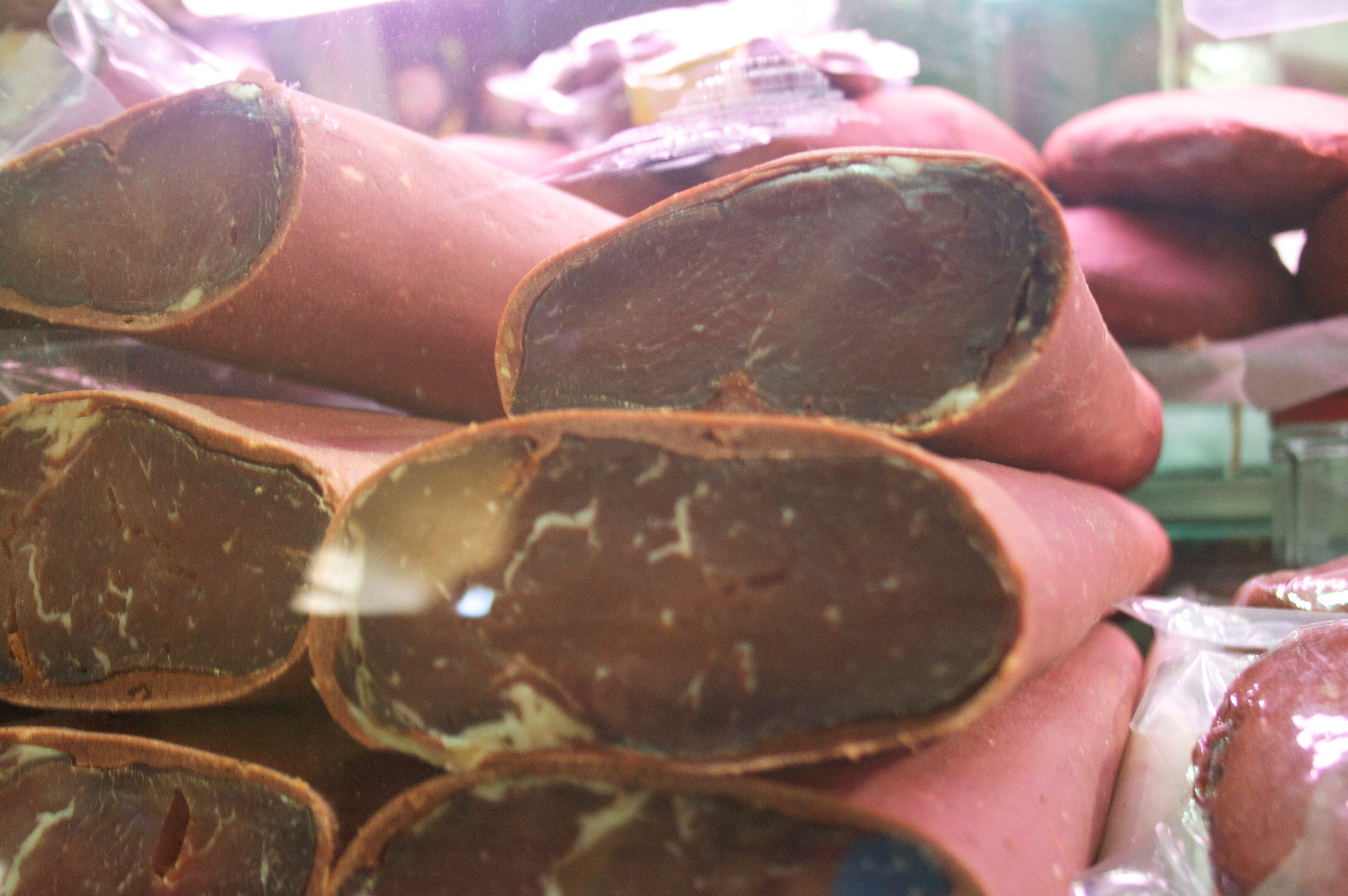
Бастурма
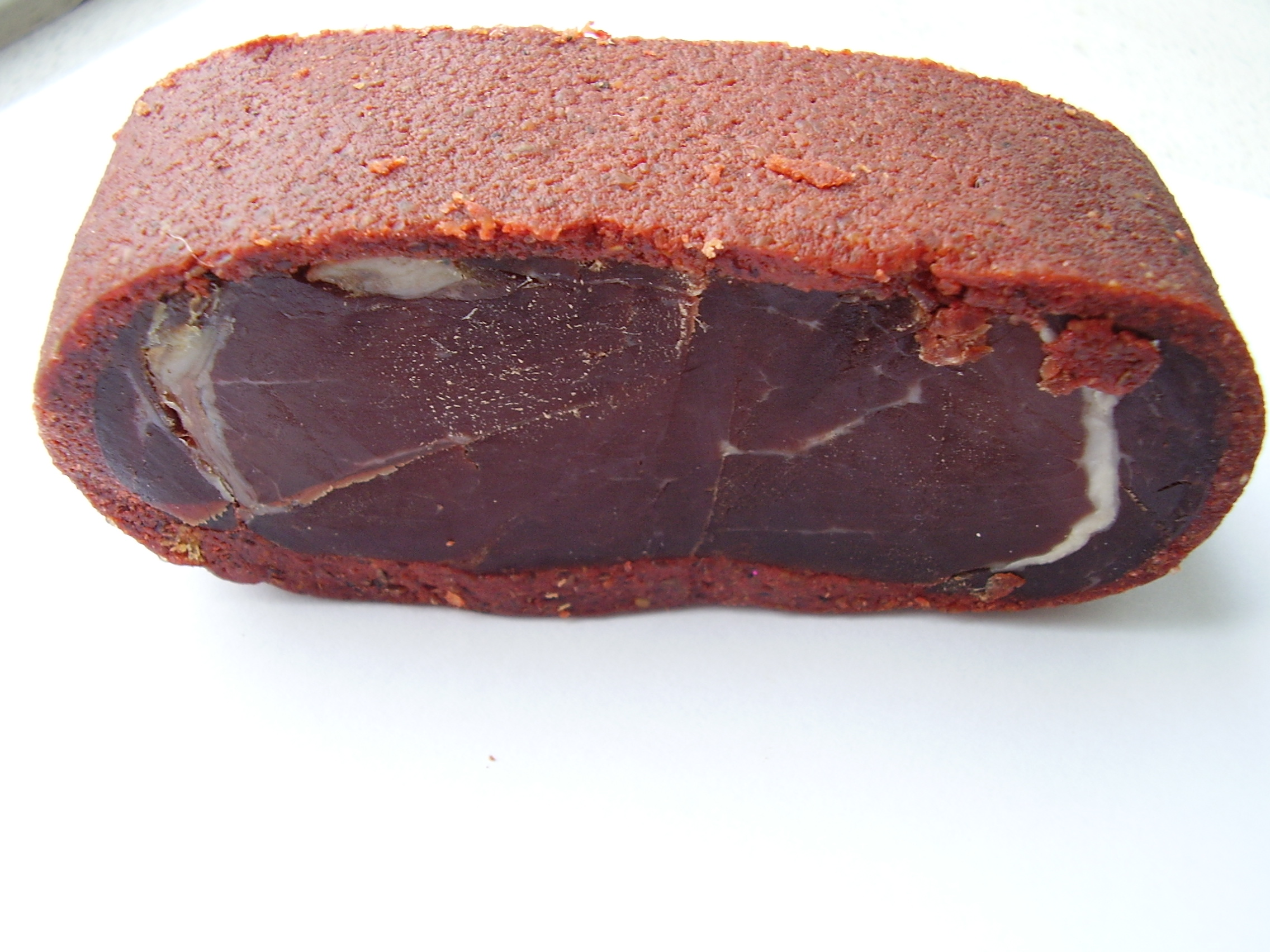
Вірменська бастурма
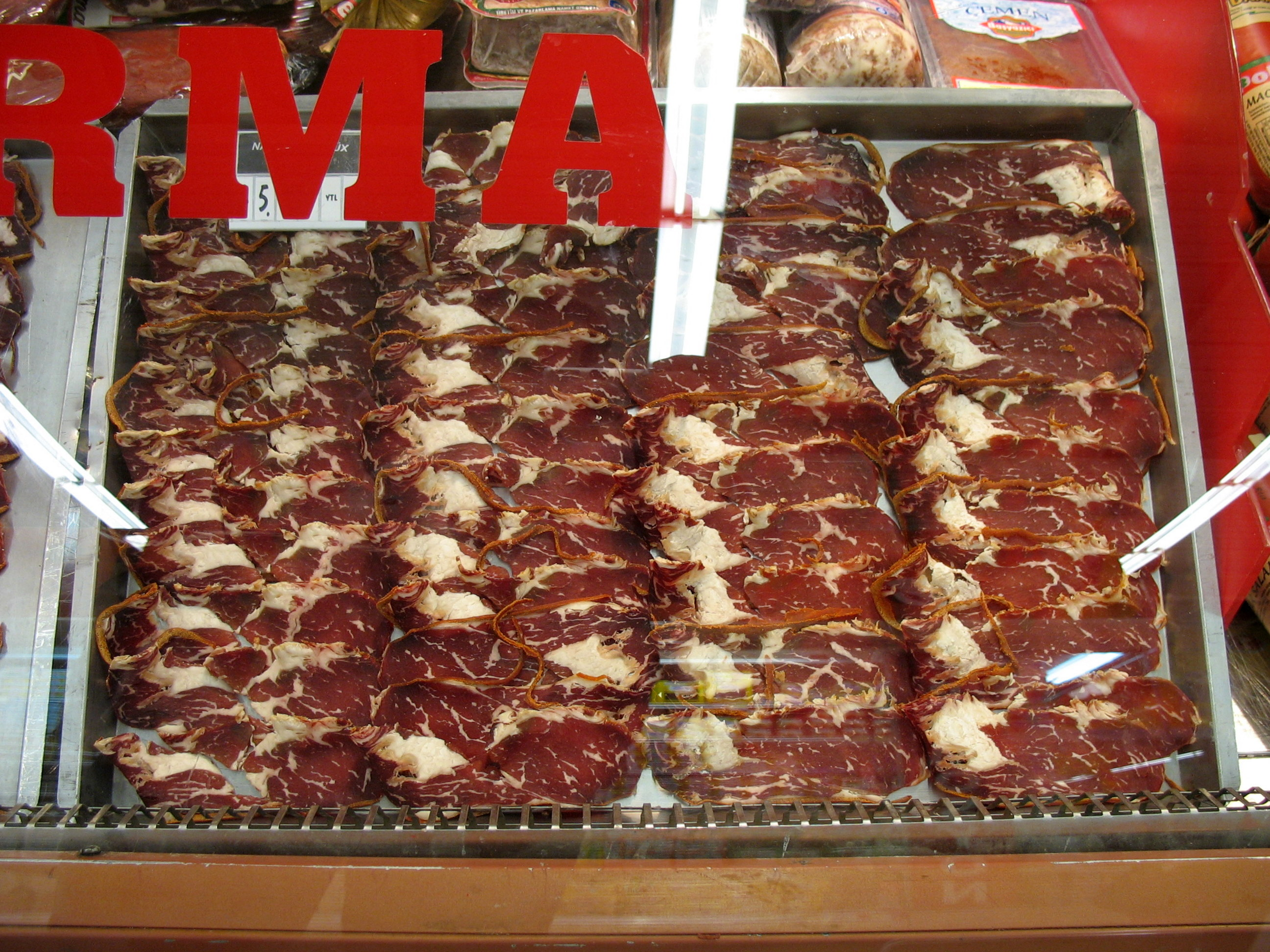
Турецька бастурма